# Pyrenula subsoluta
Pyrenula subsoluta är en lavart som först beskrevs av Johannes Müller Argoviensis, och fick sitt nu gällande namn av Aptroot. Pyrenula subsoluta ingår i släktet Pyrenula och familjen Pyrenulaceae.   Inga underarter finns listade i Catalogue of Life.